# 本庄敬
本庄 敬（ほんじょう けい、1961年9月18日 - ）は、日本の漫画家。北海道寿都郡寿都町出身。

## 来歴
北海道寿都郡寿都町で漁業を営む家に生まれる。寿都高等学校を卒業後、東京の専門学校である千代田工科芸術専門学校に進学。石川サブロウのアシスタントを経て、1986年、『北へ ―君への道―』が手塚賞に準入選し、「週刊少年ジャンプ増刊号」（集英社）でデビュー。2025年には第５４回日本漫画家協会賞まんが王国・土佐賞を作者の井原忠政と共に受賞する。

## 作品リスト
- 『SEED』全10巻（原作：ラデック鯨井）ビジネスジャンプ連載、集英社刊
- 『一杯の魂』-ラーメン人物伝- 第1巻[2]（原作：武内伸）スーパージャンプ連載、集英社刊
- 『ニッポン職人列伝』全1巻、週刊漫画ゴラク連載、日本文芸社刊
- 『ニッポン動物記』全3巻、北海道新聞・山陽新聞連載、日本文芸社刊
- 『朔風の挽歌』全5巻、週刊少年チャンピオン連載、秋田書店刊
- 『父物語斧』全3巻、週刊少年サンデー連載、小学館刊
- 『狼の碑 エゾオオカミ絶滅記』全1巻（原作：戸川幸夫）、週刊少年チャンピオン連載、秋田書店刊
- 『源平風雲児 忍の若貴丸』（原作：富田祐弘）、月刊コロコロコミック連載、小学館刊
- 『ASAHIYAMA-旭山動物園物語-』（原作：森由民）コミックチャージ連載、角川書店刊
- 『週刊マンガ日本史 第41号 田中正造』朝日新聞出版
- 『蒼太の包丁』（原作：末田雄一郎）週刊漫画サンデー連載、実業之日本社刊
- 『ハルの肴 両国居酒屋物語』（原作：末田雄一郎）週刊漫画ゴラク連載、日本文芸社刊
- 『文豪の食彩』（原作：五十子肇→壬生篤）食漫連載、日本文芸社刊。連載時のタイトルは「文士のお取り寄せ」。2014年にはBSジャパンでドラマ化された。
- 『隠密包丁〜本日も憂いなし〜』（原作：花形怜）週刊漫画ゴラク連載、日本文芸社刊
- 『三国志メシ』既刊3巻 WEBコミックトム掲載（24話で休載中）、潮出版社刊
- 『羆撃ちのサムライ』全4巻（原作・脚本：井原忠政）、コミック乱連載、リイド社刊
- 吉原人情うどん田兵衛（シナリオ：イケダ・イサオ）コミック乱2025年3月号[3] - シリーズ[4]